# Benjamin Hall, 1. baron Llanover
Benjamin Hall, 1. baron Llanover (født 8. november 1802, død 27. april 1867) var en britisk vej- og vand-ingeniør og politiker.
Som søn af industrimanden Benjamin Hall blev den yngre Benjamin Hall parlamentsmedlem for Monmouth 1832-1837. Han blev baronet 1838 og udpeget til Commissioner for Works 1855. Det var som indehaver af denne position, at han 1856 lod klokken Big Ben, som fik navn efter ham, støbe.
Gennem sin hustru Lady Llanover arvede Hall godset Llanover i Monmouthshire. Han blev 1859 udnævnt til Baron Llanover. Titlen døde dog med ham.

## Eksterne links
- Historien om Big Ben